# Бардонич
Бардонич (серб. Бардонић, Bardonić; алб. Bardhaniq) — село в общине Джяковица в исторической области Метохия. С 2008 года находится под контролем частично признанной Республики Косово.

## Административная принадлежность
| Сербская позиция                                                                    | Албанская позиция                                               |
| ----------------------------------------------------------------------------------- | --------------------------------------------------------------- |
| входит в общину Джяковица Печского округа автономного края Косово и Метохия, Сербия | входит в общину Джяковица Джяковицкого округа Республики Косово |

## Население
Согласно переписи населения 1981 года, в селе проживало 463 человека: все албанцы.
Согласно переписи населения 2011 года, проведённой властями Республики Косово, в селе проживало 498 человек: 271 мужчина и 227 женщин; 491 албанец, 4 ашкали, 1 босняк и 2 лица неизвестной национальности.
| Численность населения | Численность населения | Численность населения | Численность населения | Численность населения | Численность населения | Численность населения |
| 1948                  | 1953                  | 1961                  | 1971                  | 1981                  | 1991                  | 2011                  |
| --------------------- | --------------------- | --------------------- | --------------------- | --------------------- | --------------------- | --------------------- |
| 311                   | 319                   | 348                   | 429                   | 463                   | 535                   | 498                   |

## Достопримечательности
На территории села находится средневековая католическая церковь и католическое кладбище.